# راجش شارما
راجش شارما هو ممثل هندي، ولد في 8 أكتوبر 1980 بلوديانا في الهند.

## أعمال

### أفلام
- (2005) المرأة المتزوجة
- (2010) إشقيا
- (2013) مجنون
- (2017) بيجوم جان

## وصلات خارجية
- راجش شارما على موقع IMDb (الإنجليزية)
- راجش شارما على موقع قاعدة بيانات الفيلم (الإنجليزية)